# Andslimoen
Andslimoen es un pueblo localizado en la cuenca del río Målselva en el valle de Målselvdalen, en la zona oeste de Målselv en Troms, Noruega. La localidad se extiende a lo largo de la ruta europea E6. Está a 3,5 km al norte de Andselv y a 5,5 km al sur de Moen.